# 22 juillet 1940
Le lundi 22 juillet 1940 est le 204e jour de l'année 1940.

## Naissances
- Alex Trebek, animateur du jeu télévisé Jeopardy
- Emery Kabongo Kanundowi, archevêque, second secrétaire particulier du pape Jean-Paul II
- Vera Tschechowa, actrice allemande
- Maria Tore Barbina (morte le 28 août 2007), poétesse et traductrice italienne
- Sixte-Henri de Bourbon-Parme, homme politique franco-espagnol

## Décès
- Albert Young (né le 28 septembre 1877), boxeur américain
- George Fuller (né le 22 janvier 1861), homme politique australien
- Désiré Bouteille (né le 8 novembre 1880), journaliste et homme politique français
- Lia Raiwez (née le 13 septembre 1860), artiste peintre sur porcelaine belge

## Autres événements
- La loi du 22 juillet 1940 est promulguée par le gouvernement de Vichy
- Hitler propose la paix au gouvernement britannique.
- Les Nouvelles-Hébrides se rallient à la France libre.
- Fumimaro Konoe devient premier ministre du japon et remplace Mitsumasa Yonai
- Création du Special Operations Executive
- Inauguration de la ligne Kawagoe